# Sawzall
Sawzall to interpretowany, proceduralny, dziedzinowy język programowania używany przez Google do obróbki dużych ilości danych.
Sawzall został stworzony do działania z istniejącą infrastrukturą Google, w skład której wchodzą: serializacja za pomocą Protocol Buffers, system plików GFS, Workqueue oraz platforma MapReduce.

## Przykładowy kod
Poniżej znajduje się kompletny program w języku Sawzall, który odczytuje dane wejściowe i przetwarza je na trzy sposoby zliczając rekordy oraz licząc sumę i kwadrat wartości rekordów.
```
count: table sum of int;
total: table sum of float;
sum_of_squares: table sum of float;
x: float = input;
emit count <- 1;
emit total <- x;
emit sum_of_squares <- x * x;

```